# Colinas do Tocantins
Colinas do Tocantins est une municipalité brésilienne située dans l'État du Tocantins.